# Шуя (Карелия)
Шуя (на руски: Шуя; на фински: Suoju; на карелски: Šuoju) е посьолок в Прионежки район, Република Карелия, Русия. Населението му през 2013 година е 3290 души. Климатът в Шуя е умереноконтинентален (Dfb по Кьопен).